# Cassis (ślimak)
Cassis, w języku polskim przyłbica – rodzaj bardzo zróżnicowanych rozmiarami (wys. muszli 2,5–41 cm), drapieżnych ślimaków morskich z rodziny Cassidae, o ozdobnych muszlach. Muszla stożkowato-kulistawa, z reguły ciężka, grubościenna. Jej charakterystyczną cechą (u dorosłych osobników) jest rozbudowany brzeg otworu, tworzący tarczę kształtu owalu, elipsy lub zaokrąglonego trójkąta. U dużych gatunków tropikalnych często całkowicie zasłania ona od dołu samą muszlę. Otwór podobny jak u porcelanek – podłużny, obrzeżony przeważnie z obu stron rzędem zębów. Sama muszla jest zwykle matowa, w odcieniach bieli i brązu, zaś tarcza – błyszcząca i bardziej atrakcyjne ubarwiona (głównie pastelowe odcienie różu oraz koloru łososiowego i jasnobrązowego).
Przyłbice zamieszkują dość płytkie, piaszczyste dno mórz pełnosłonych od tropików po cieplejsze rejony strefy umiarkowanej. Mniejsze gatunki zamieszkują również Morze Śródziemne. Przyłbice są dość silnie wyspecjalizowane w polowaniu na jeżowce. Duże ich gatunki żyją ok. 10–20 lat. Bardzo podobne ślimaki należą do pokrewnego rodzaju Cypraecassis.
Przyłbice są mięczakami jadalnymi. Muszle większych gatunków mają lub miały osobne znaczenie. Z ich tarcz wycinano niegdyś kamee (według Pflegera i Pradáča robi się to także i obecnie); w regionach, gdzie nie znano garncarstwa, całe muszle służyły jako naczynia. Na Kalimantanie muszle były używane jako rogi sygnałowe do przywoływania bawołów, a w okresie secesji stanowiły ulubioną ozdobę salonów, w której to roli można je spotkać także i dziś.

## Gatunki
Do rodzaju należą następujące współczesne gatunki:
- Cassis abbotti Bouchet, 1988
- Cassis cornuta (Linnaeus, 1758) – przyłbica rogata
- Cassis exigua Tenison Woods, 1879
- Cassis fimbriata Quoy & Gaimard, 1833
- Cassis flammea (Linnaeus, 1758)
- Cassis kreipli H. Morrison, 2003
- Cassis madagascariensis Lamarck, 1822
- Cassis norai Prati Musetti, 1995
- Cassis patamakanthini Parth, 2000
- Cassis tessellata (Gmelin, 1791)
- Cassis tuberosa (Linnaeus, 1758)

oraz gatunki wymarłe, znane tylko ze szczątków kopalnych:

- Cassis (Mangkalia) martini Beets, 1941 †
- Cassis altispira Beu, 2010 †
- Cassis anceps Sacco, 1890 †
- Cassis anwari Abbas, 1967 †
- Cassis bellardii Michelotti, 1847 †
- Cassis brasili (Cossmann & Pissarro, 1905) †
- Cassis calusa Petuch & Berschauer, 2018 †
- Cassis chevallieri Cossmann, 1889 †
- Cassis conica K. Martin, 1881 †
- Cassis costulifera Beu, 2010 †
- Cassis delta J.D. Parker, 1948 †
- Cassis depressior K. Martin, 1879 †
- Cassis deshayesi Bellardi, 1852 †
- Cassis flintensis Mansfield, 1940 †
- Cassis floridensis H.I. Tucker & D. Wilson, 1932 †
- Cassis gregorii Schlosser, 1925 †
- Cassis harpaeformis Lamarck, 1803 †
- Cassis jameshoubricki Petuch, 2004 †
- Cassis kalmani Vicián & Z. Kovács, 2022 †
- Cassis ketteri Parodiz & Tripp, 1992 †
- Cassis lelongi Gain, Belliard & Le Renard, 2017 †
- Cassis mamillaris Grateloup, 1827 †
- Cassis maussieri (Cossmann, 1923) †
- Cassis nigellensis Gain, Belliard & Le Renard, 2017 †
- Cassis nilotica Bellardi, 1854 †
- Cassis parfouruorum Gain, Belliard & Le Renard, 2017 †
- Cassis pedemontana Sacco, 1890 †
- Cassis phillipsi d'Archiac & Haime, 1854 †
- Cassis postalensis Oppenheim, 1896 †
- Cassis postmamillaris Sacco, 1890 †
- Cassis powelli Petuch & Berschauer, 2018 †
- Cassis preangerensis K. Martin, 1879 †
- Cassis rasae Petuch & Berschauer, 2021 †
- Cassis robusta Landau, Beu, Breitenberger & Dekkers, 2020 †
- Cassis schnireli Petuch, 1994 †
- Cassis subharpaeformis d’Archiac & Haime, 1854 †
- Cassis sublaevigaster d’Archiac & Haime, 1854 †
- Cassis sulcifera G.B. Sowerby I, 1850 †
- Cassis thesei Brongniart, 1823 †
- Cassis trinodosa (Tate, 1889) †
- Cassis verrucosa Perry, 1810 †
- Cassis viliusi Petuch & Berschauer, 2021 †